# 阿夫朗什
阿夫朗什（法語：Avranches，法語：[avʁɑ̃ʃ] ⓘ），法国西北部城市，诺曼底大区芒什省的一个市镇，同时也是该省的一个副省会，下辖阿夫朗什区，其市镇面积为10.99平方公里，2022年1月1日时人口数量为10,225人，是该省人口数量第五多的市镇，在法国城市中排名第984位。
阿夫朗什位于芒什省西南部，圣米歇尔山湾东部的一处河口的内侧，是一个区域性的中心城市。阿夫朗什始建于古典时期，中世纪时为一个天主教座堂所在地，其主教奥贝尔于公元7世纪在聖米歇爾山主持修建了修道院，成为法国西北部的标志性历史建筑之一。阿夫朗什在第二次世界大战中受到严重破坏，当地的城塞及大教堂被摧毁，战后当地修建了多处纪念设施。阿夫朗什亦因同名足球俱乐部而闻名，后者自2014年起参与法丙联赛。

## 地名来源

18世纪的阿夫朗什地图

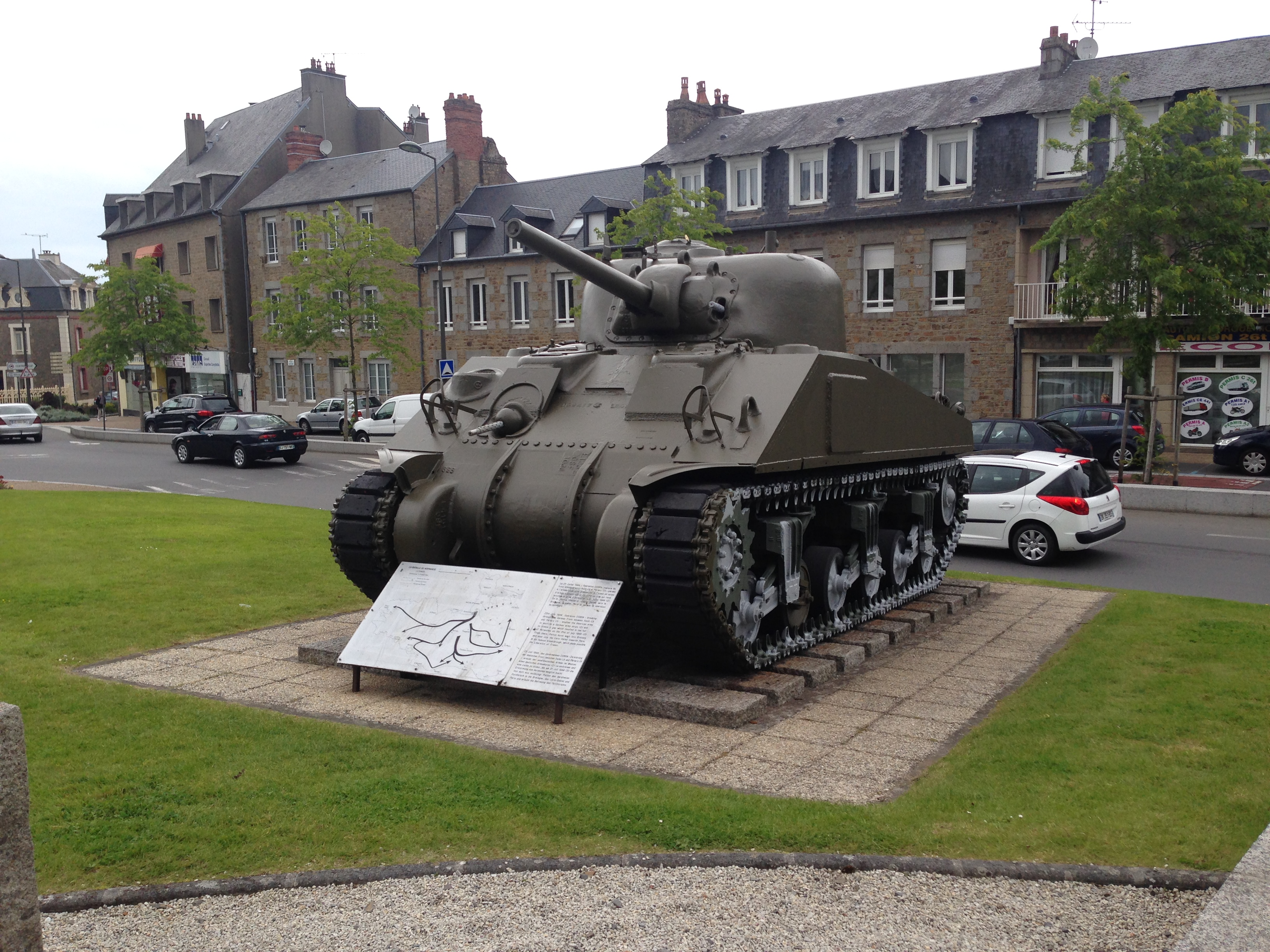
阿夫朗什二战纪念坦克

“阿夫朗什”一名来源于高卢时期生活于此的“阿布林卡图伊人”，该部落名称的本意为“生活在河口处的战士”。

## 历史
根据希腊历史学家克劳狄乌斯·托勒密的记载，阿夫朗什所处区域在公元前一世纪即已形成一个被称为“[Iγγενα] 错误：{{Lang}}：無法辨識代碼 gre（帮助）”的聚落。罗马人入侵高卢后，在原有的城镇基础上修建了莱热迪亚，成为一个重要的港口和商业中心。公元五世纪，阿夫朗什成为了一个天主教教区，704年，主教奥贝尔主持修建了圣米歇尔山修道院。中世纪中期，维京人入侵阿夫朗什及整个诺曼底，并于公元916年建立诺曼底公国。彼时，有关阿夫朗什教区的记载被中断，有史学家认为阿夫朗什在这一时期很有可能被布列塔尼人实际控制，直至1017年（一说985年）诺尔戈担任阿夫朗什主教职务。公元12世纪时，阿夫朗什成为金雀花王朝的领土。1236年，阿夫朗什被法兰西王国继承。英法百年战争期间，阿夫朗什再次被英格兰军队占领，直至战争结束。法国大革命后，阿夫朗什成为芒什省的一个市镇，并成为该省的一个地区行署。旺代战争期间，共和国军队于1793年11月21日在阿夫朗什对当地囚禁的八百余名保皇党进行了处决，史称“阿夫朗什大屠杀”。工业革命期间，利松－朗巴勒铁路由此通过，并成为法国西北部重要的铁路干线。第二次世界大战对阿夫朗什造成了严重的破坏。1944年6月7日，一支美国军队由阿夫朗什登陆，使其成为眼镜蛇行动的重要战场之一。战后恢复重建工作持续至20世纪50年代末。2019年1月1日，相邻的圣马丁代尚整体并入阿夫朗什的市镇范围。

## 地理

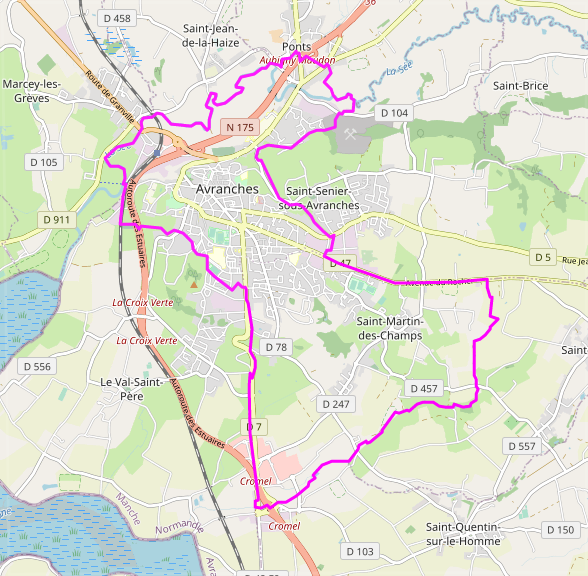
阿夫朗什市镇范围地图

阿夫朗什位于法国西北部，诺曼底大区西南部和芒什省西南部，其附近区域被称为阿夫朗尚，市中心距离省会圣洛大约58公里。与阿夫朗什接壤的市镇包括：马尔塞莱格雷沃、蓬村、圣让德拉艾兹、圣瑟尼耶-苏萨夫朗什、勒瓦勒圣佩尔、圣卢、圣康坦叙勒奥姆。

### 地形
阿夫朗什位于阿摩里卡丘陵东北部，境内以丘陵为主，老城区位于一处地势较高的台地上，火车站则位于市区西北部的一处河谷内部，全境海拔在7到108米之间。

### 水文
塞河自东向西流经市区北部，并形成一处下切式河谷，该河独立注入大西洋。

### 植被
阿夫朗什属于温带落叶林区，植物花园（Jardin des Plantes）是当地重要的城市绿地，林地则广泛分布于河谷两侧。

### 气候
阿夫朗什在柯本气候分类法中属于温带海洋性气候。
距离阿夫朗什最近的气象站位于蓬托尔松，以下为该气象站的数据（其中日照数据取自圣马洛机场）：
| 蓬托尔松1981年－2019年 | 蓬托尔松1981年－2019年 | 蓬托尔松1981年－2019年 | 蓬托尔松1981年－2019年 | 蓬托尔松1981年－2019年 | 蓬托尔松1981年－2019年 | 蓬托尔松1981年－2019年 | 蓬托尔松1981年－2019年 | 蓬托尔松1981年－2019年 | 蓬托尔松1981年－2019年 | 蓬托尔松1981年－2019年 | 蓬托尔松1981年－2019年 | 蓬托尔松1981年－2019年 | 蓬托尔松1981年－2019年 |
| 月份                   | 1月                    | 2月                    | 3月                    | 4月                    | 5月                    | 6月                    | 7月                    | 8月                    | 9月                    | 10月                   | 11月                   | 12月                   | 全年                   |
| ---------------------- | ---------------------- | ---------------------- | ---------------------- | ---------------------- | ---------------------- | ---------------------- | ---------------------- | ---------------------- | ---------------------- | ---------------------- | ---------------------- | ---------------------- | ---------------------- |
| 历史最高温 °C（°F）    | 15.4 (59.7)            | 17.9 (64.2)            | 23.1 (73.6)            | 28 (82)                | 29.7 (85.5)            | 35.2 (95.4)            | 36.5 (97.7)            | 39 (102)               | 31.4 (88.5)            | 28.9 (84.0)            | 21.6 (70.9)            | 16.8 (62.2)            | 39 (102)               |
| 平均高温 °C（°F）      | 8.6 (47.5)             | 9.7 (49.5)             | 12.4 (54.3)            | 15 (59)                | 18.4 (65.1)            | 21.4 (70.5)            | 22.8 (73.0)            | 22.9 (73.2)            | 21.1 (70.0)            | 16.8 (62.2)            | 12 (54)                | 8.7 (47.7)             | 15.8 (60.4)            |
| 日均气温 °C（°F）      | 5.9 (42.6)             | 6.4 (43.5)             | 8.3 (46.9)             | 10.3 (50.5)            | 13.7 (56.7)            | 16.5 (61.7)            | 18 (64)                | 18.1 (64.6)            | 16 (61)                | 13 (55)                | 8.9 (48.0)             | 5.8 (42.4)             | 11.7 (53.1)            |
| 平均低温 °C（°F）      | 3.1 (37.6)             | 3.1 (37.6)             | 4.3 (39.7)             | 5.6 (42.1)             | 9 (48)                 | 11.6 (52.9)            | 13.2 (55.8)            | 13.3 (55.9)            | 11 (52)                | 9.2 (48.6)             | 5.9 (42.6)             | 2.9 (37.2)             | 7.7 (45.9)             |
| 历史最低温 °C（°F）    | −7.8 (18.0)            | −8 (18)                | −5.6 (21.9)            | −2.9 (26.8)            | −0.7 (30.7)            | 3.6 (38.5)             | 5.2 (41.4)             | 4.7 (40.5)             | 1.3 (34.3)             | −5 (23)                | −6.2 (20.8)            | −7.2 (19.0)            | −8 (18)                |
| 平均降水量 mm（）      | 73.5 (2.89)            | 54.1 (2.13)            | 57 (2.2)               | 64 (2.5)               | 74.9 (2.95)            | 50.4 (1.98)            | 65.5 (2.58)            | 60.9 (2.40)            | 62.4 (2.46)            | 94.5 (3.72)            | 91.5 (3.60)            | 89.9 (3.54)            | 838.6 (33.02)          |
| 月均日照時數           | 69.5                   | 84.3                   | 127.5                  | 164.1                  | 188.4                  | 206.4                  | 206.4                  | 198.6                  | 167.1                  | 112.6                  | 77.8                   | 64                     | 1,666.7                |
| 来源：infoclimat.fr    |                        |                        |                        |                        |                        |                        |                        |                        |                        |                        |                        |                        |                        |

## 行政区划
阿夫朗什是法国诺曼底大区芒什省的一个市镇，编号为50025，它也是芒什省的一个副省会。阿夫朗什下辖阿夫朗什区，隶属于芒什省第二选区，管理阿夫朗什县，同时也是诺曼底圣米歇尔山城市圈公共社区的办公驻地。
法国国家统计与经济研究所（简称）在进行数据统计时，将阿夫朗什及相邻的另外5个市镇设为阿夫朗什城市核心区，并将包括核心区在内的周边共13个市镇划为阿夫朗什城市区。自2020年起，阿夫朗什城市区被包含32个市镇的阿夫朗什城市辐射区代替。同时，还将阿夫朗什市镇分为了3个“块区”（IRIS），以便于统计人口分布情况。

## 交通

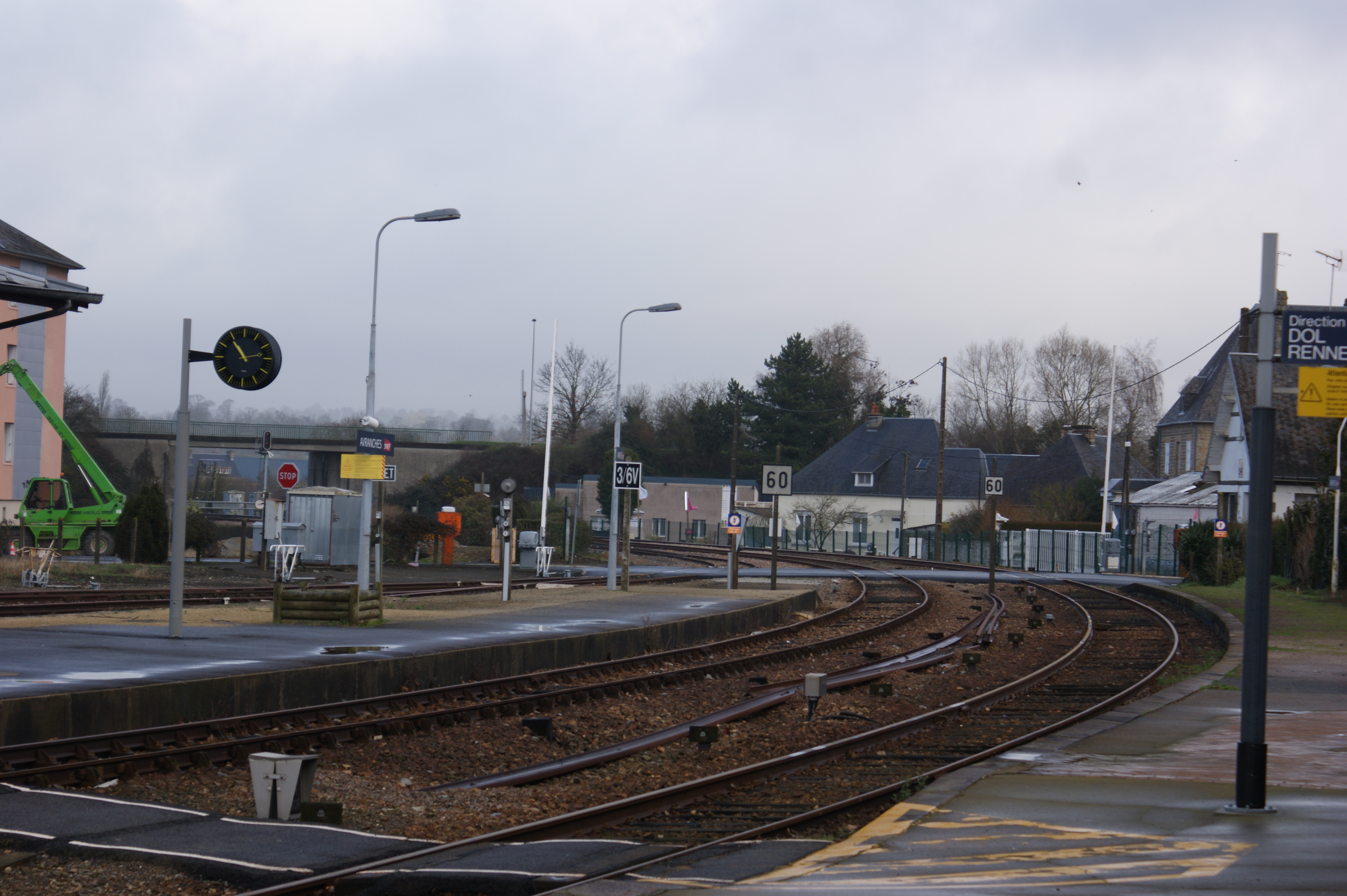
阿夫朗什火车站内的股道

### 公路
法国A84高速公路和多条芒什省省道在阿夫朗什境内交汇，诺曼底大区开行途径阿夫朗什的往返于卡昂和雷恩之间的巴士线路，其下属的城际客运则提供前往格朗维尔、勒蒙圣米歇尔、维勒迪约莱波埃勒-鲁菲尼等地的巴士线路。除此之外，弗利克斯巴士则开行途径阿夫朗什前往布鲁塞尔、南特、亚眠、里尔以及巴黎等地的长途巴士。
2017年，71.3%的阿夫朗什家庭拥有至少一辆的私人汽车。2019年，阿夫朗什境内共发生各类交通事故4起，造成4人受伤。

### 铁路
阿夫朗什位于利松－朗巴勒铁路上。阿夫朗什站位于市区西北部，该站停靠往返于雷恩和格朗维尔之间的区域列车，部分车次延伸至卡昂。

### 航空
距离阿夫朗什最近的民用航空站为雷恩布列塔尼机场，距离阿夫朗什市中心的公路里程约93公里。

### 城市公共交通
截至2021年3月，阿夫朗什暂无常规城市公共交通系统。
1907年至1915年间，阿夫朗什曾有有轨电车系统，后因客流不佳而关闭。

## 政治

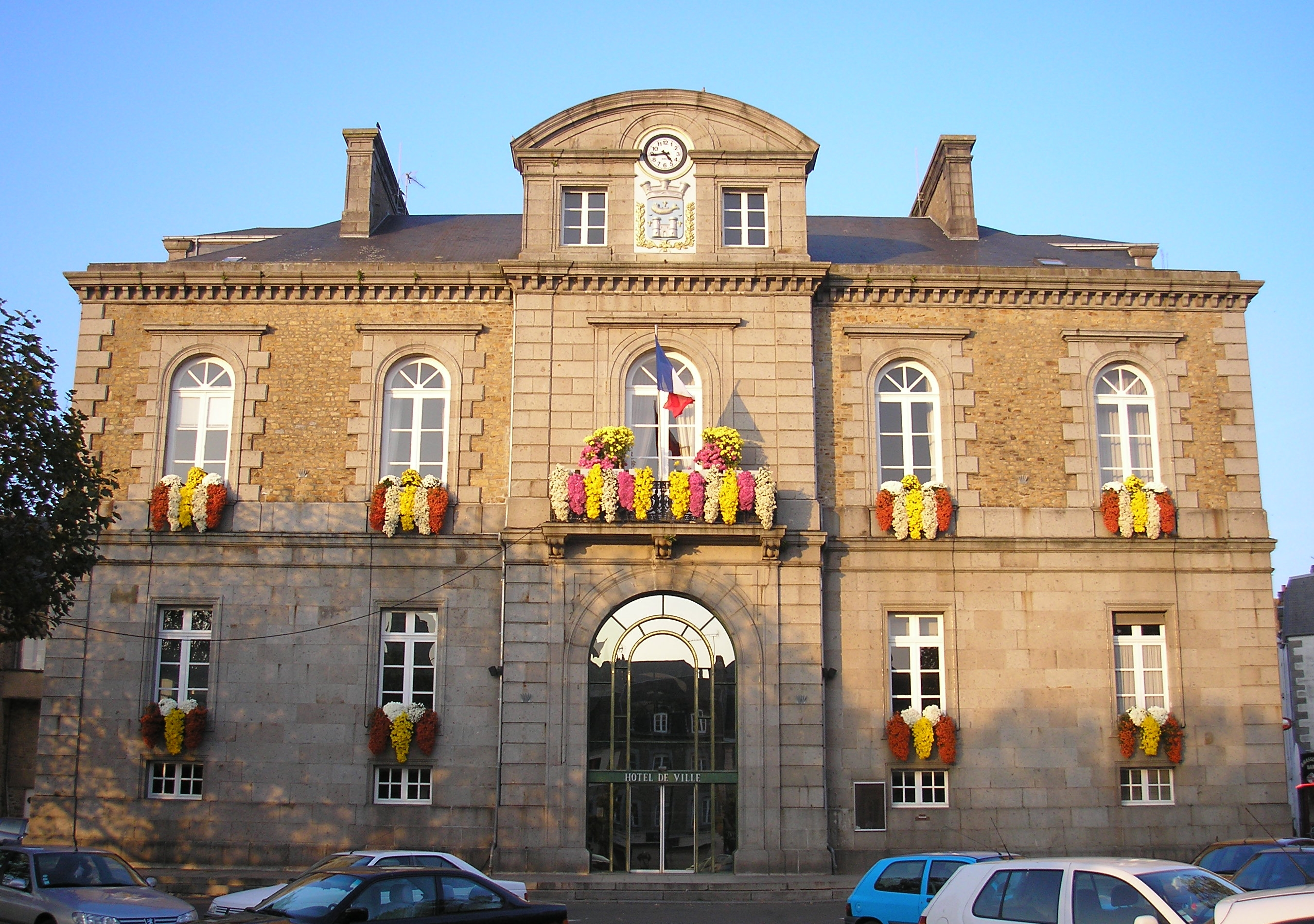
阿夫朗什市政厅

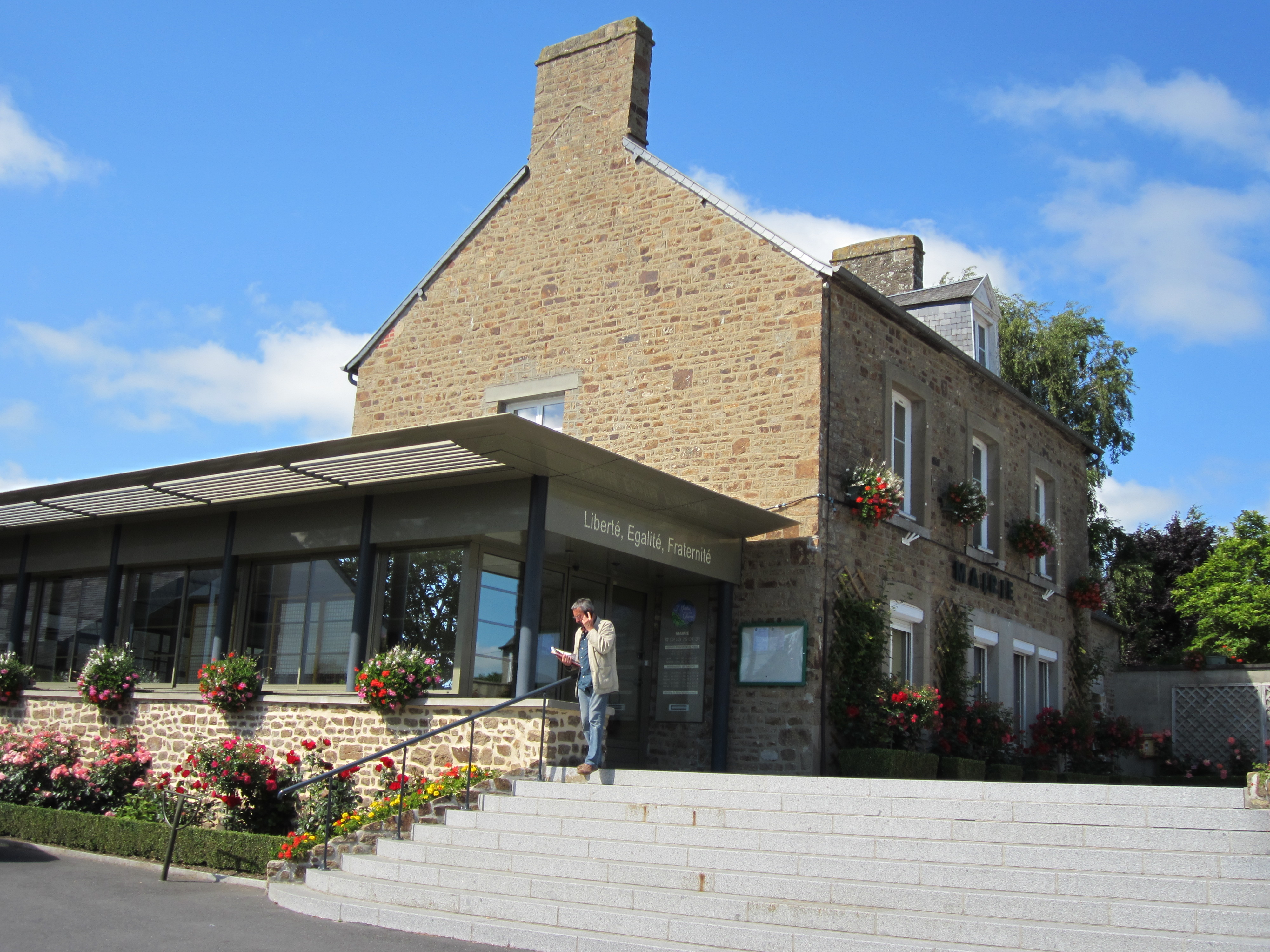
圣马丁代尚市政厅

阿夫朗什的现任市长为达维德·尼古拉先生，他是一名中间派，在2020年的市政选举中获得了58.99%的支持率。
在2017年的法国总统大选中，法国第25任总统埃马纽埃尔·马克龙在阿夫朗什获得了77.37%的支持率。
| 阿夫朗什历届市长 |                   |                                                           |
| 任期             | 市长              | 党派                                                      |
| 1944年－1945年   | 埃德蒙·拉凯尔     | 不详                                                      |
| 1945年－1953年   | 维克托·班代尔     | 不详                                                      |
| 1953年－1983年   | 莱昂·若佐-马里涅  | RI独立激进党 →CNIP全国独立人士与农民中心 →UDF法国民主联盟 |
| 1983年－1989年   | 费尔南·勒普里厄尔 | DVD右翼无党派人士                                         |
| 1989年－2001年   | 勒内·安德烈       | RPR保衛共和聯盟                                           |
| 2001年－2014年   | 盖纳埃尔·于埃     | RPR保衛共和聯盟 →UMP人民运动联盟                          |
| 2014年－         | 达维德·尼古拉     | Centriste中间派                                           |

## 人口
2017年，阿夫朗什市镇人口数量为10,155，在法国排名第984位。其中男性4,693人，女性5,462人，75岁及以上人口占12.8%，外籍人口数量为2,586人，人口密度为2,257人/平方公里，当地居民被称为（男性）或（女性）。2018年，阿夫朗什境内出生72人，死亡人口151人。
| 年份   | 1936  | 1946  | 1954  | 1962  | 1968  | 1975   | 1982  | 1990  | 1999  | 2006  | 2011  | 2016   | 2018   |
| ------ | ----- | ----- | ----- | ----- | ----- | ------ | ----- | ----- | ----- | ----- | ----- | ------ | ------ |
| 人口數 | 7,130 | 7,554 | 8,004 | 8,854 | 9,775 | 10,136 | 9,468 | 8,638 | 8,500 | 8,239 | 7,950 | 10,068 | 10,246 |

## 经济
阿夫朗什是一个区域性的中心城市，当地共有各类用人单位1,666家，平均历史为18年，其中97.48%为中小型企业（PME）。（通讯设施建设）、（大型零售）及（水环境处理）是当地2019年营业额最高的三个企业，分别为161,873,879欧元、63,820,449欧元和36,620,252欧元。

## 财政收入
2019年，阿夫朗什的财政收入总额为12,974,200欧元，财政支出总额为11,004,500欧元，当年的债务总额为9,706,460欧元。
2015年，阿夫朗什的人均月收入总额为2,196欧元，其中高级职员为4,166欧元，中级职员为2,531欧元，普通职员为1,789欧元。
2017年，阿夫朗什境内的青壮年（15至64岁）失业率为13.9%，当地43.2%的家庭拥有纳税资格。

## 社会事务

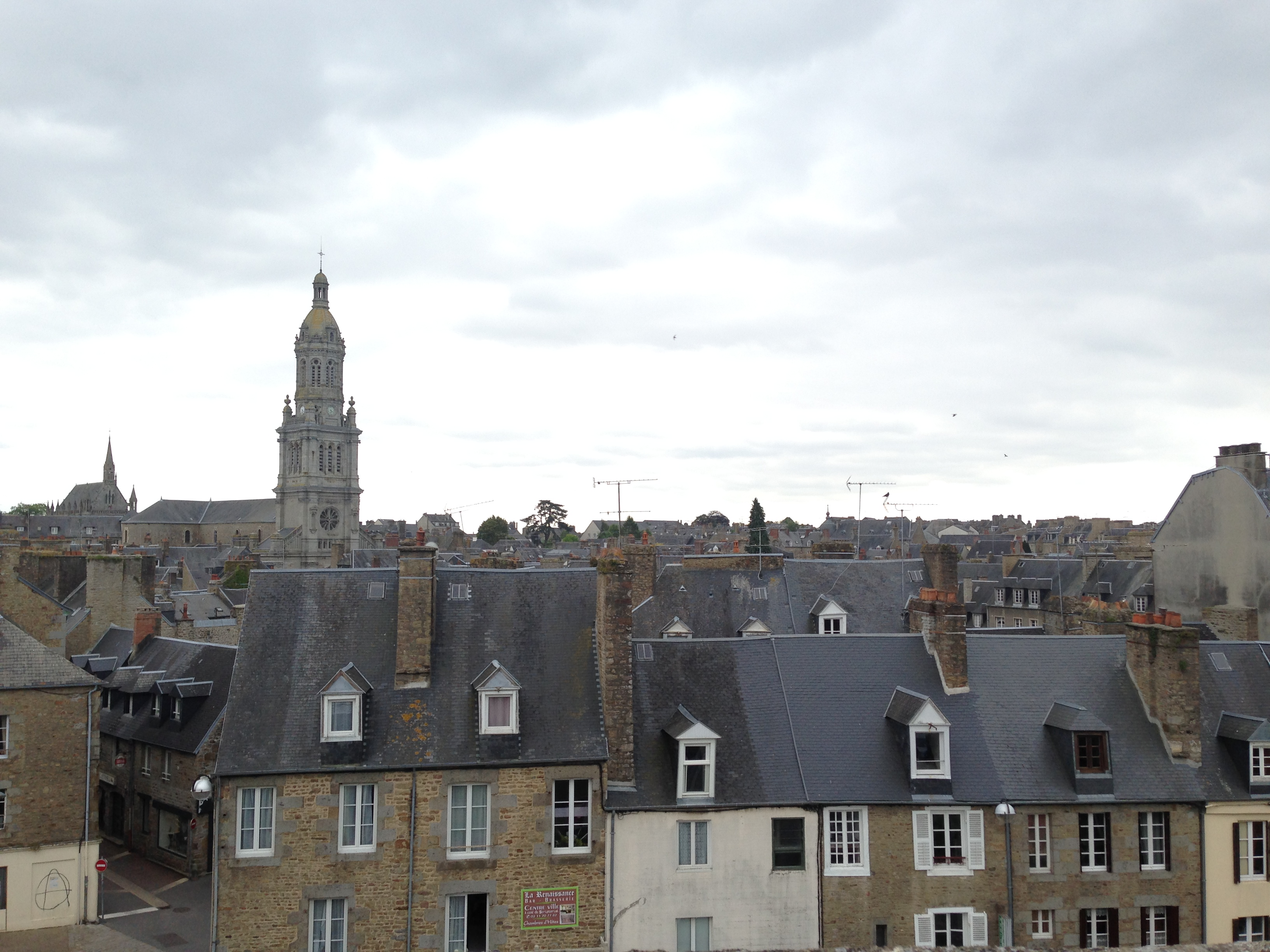
市中心天际线

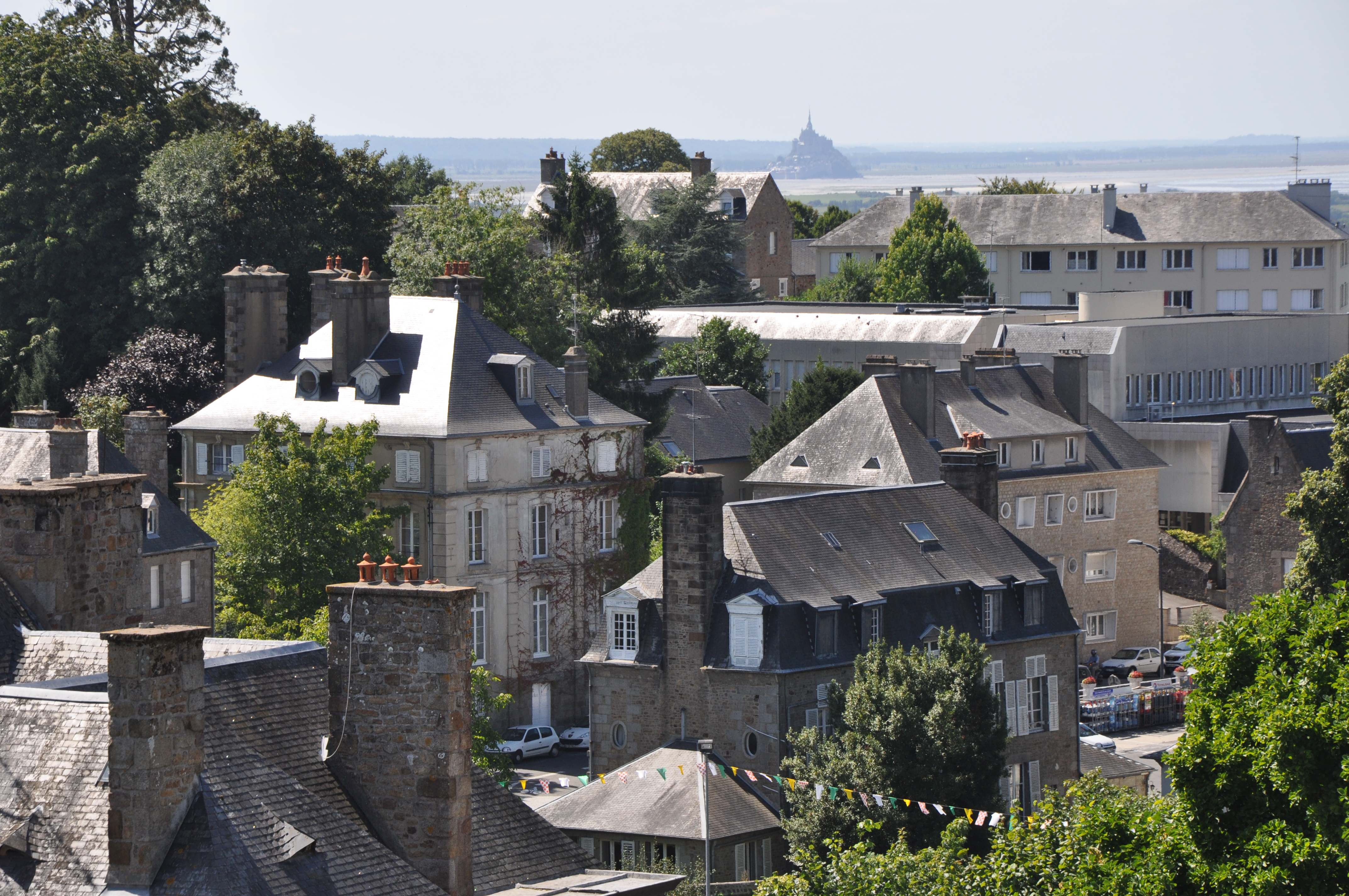
老城建筑

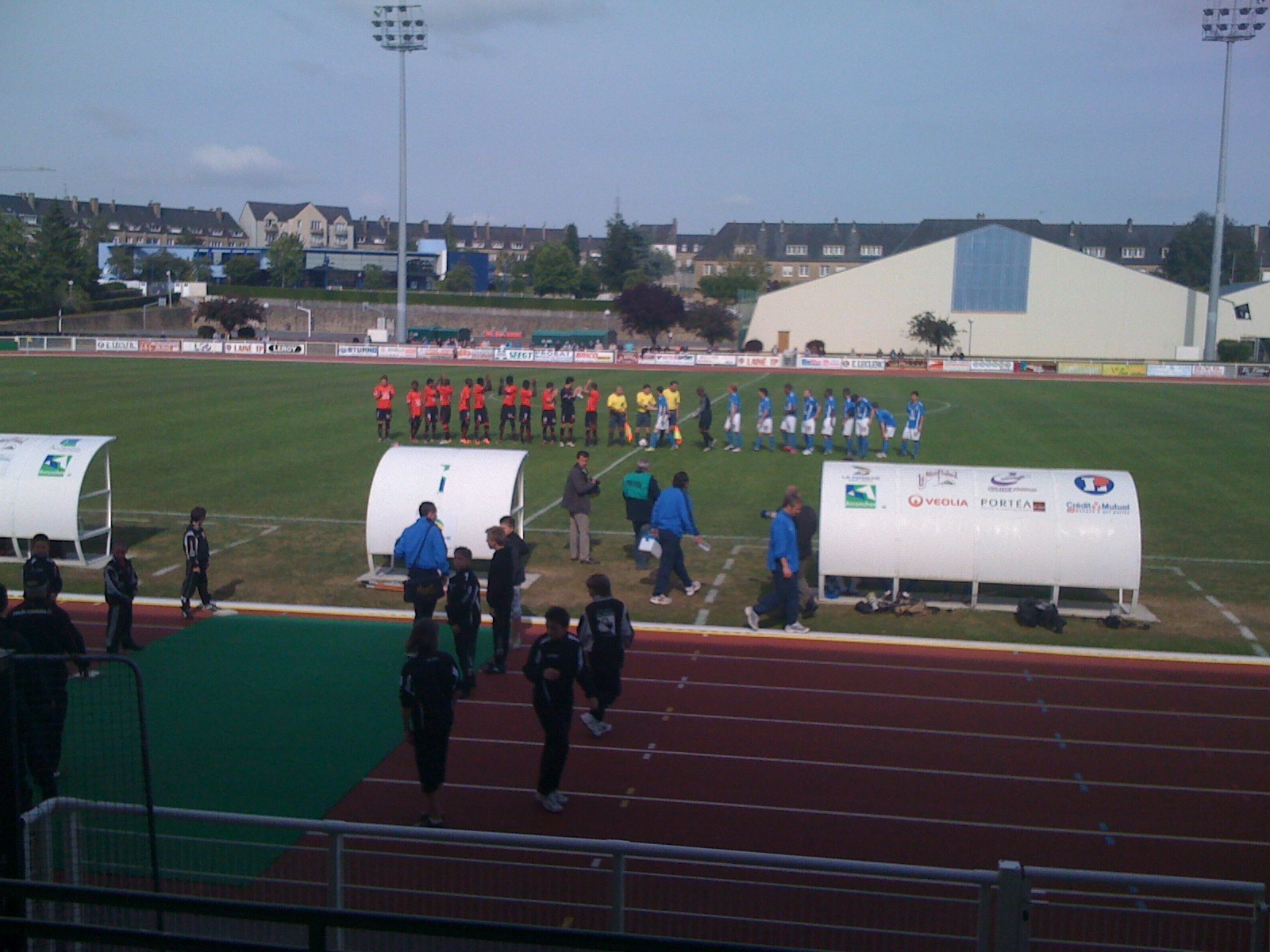
比赛中的阿夫朗什足球队

### 教育
阿夫朗什属于诺曼底学区。截止2019年1月1日，阿夫朗什境内共有5所小学、3所初级中学、2所普通高中和1所职业高中。2018至2019学年度，阿夫朗什境内共有在校中等教育阶段学生2,504名。

### 医疗
截止2019年1月1日，阿夫朗什境内共有全科医生15名、保健师15名、牙医9名、护士13名、耳科医生2名、眼科医生8名、皮肤科医生1名、助产士4名和妇科医生1名。境内共有药房5家、养老院5家、残疾人帮扶中心6家。
阿夫朗什是阿夫朗什-格朗维尔中心医院的服务范围，后者是法国的一个区域性医疗机构，其主病区位于格朗维尔市区，另在阿夫朗什市区北部设有一个病区，两区共设有床位723个，是这一区域规模最大的公立综合性医院。

### 住房
2017年，阿夫朗什境内共有各类住房5,854套，其中51.4%为独立式居民区，48.5%为集中式居民区。常住房屋占阿夫朗什市镇范围内居民建筑总量的87%。
在住房保障政策方面，2017年，阿夫朗什境内共有1,341户家庭获得了住房经济补助，受益人数占总人口数量的13.2%，其中1,308份为房租补助。

### 商业
2019年，阿夫朗什境内共有各类实体商铺348家，其中餐厅45家、大型超市6家、杂货店4家、面包房18家、肉铺6家、书店6家、装饰品店2家、银行门店11家、美容美发店19家、汽车维修店8家。市区东部建有大型开放式商业街区。

### 体育
2019年，阿夫朗什境内共有1家游泳池、6间体育馆、3座综合体育场、6处网球场、1处马术场、4处足球或橄榄球场以及3处篮球或排球场。
阿夫朗什体育联盟是当地的一支足球队，成立于1897年，2020至2021赛季参加法国全国联赛（法丙），其主场勒内·弗努耶尔球场可同时容纳2,600名观众。

### 环境
阿夫朗什的环境事务由其所属的公共社区负责。2019年，阿夫朗什境内共有2家污染企业。

### 治安
2019年，阿夫朗什市镇范围内有1处宪兵队。
2014年，阿夫朗什及附近地区共发生各类案件2,605起，其中盗窃类案件1,589起，经济类案件379起，毒品交易类案件75起。

## 文化
2019年，阿夫朗什境内共有1家剧场、1家电影院和1家博物馆。阿夫朗什市政府提供多媒体中心，向公众全年开放。

### 建筑
阿夫朗什境内的圣热尔韦大教堂、大总铎楼和圣母教堂等是法国国家文物保护单位，除此之外，受二战破坏影响，阿夫朗什境内的居民建筑多建于20世纪中后期。建于2006年的圣米谢尔山手稿博物馆是当地的代表性文化建筑物。

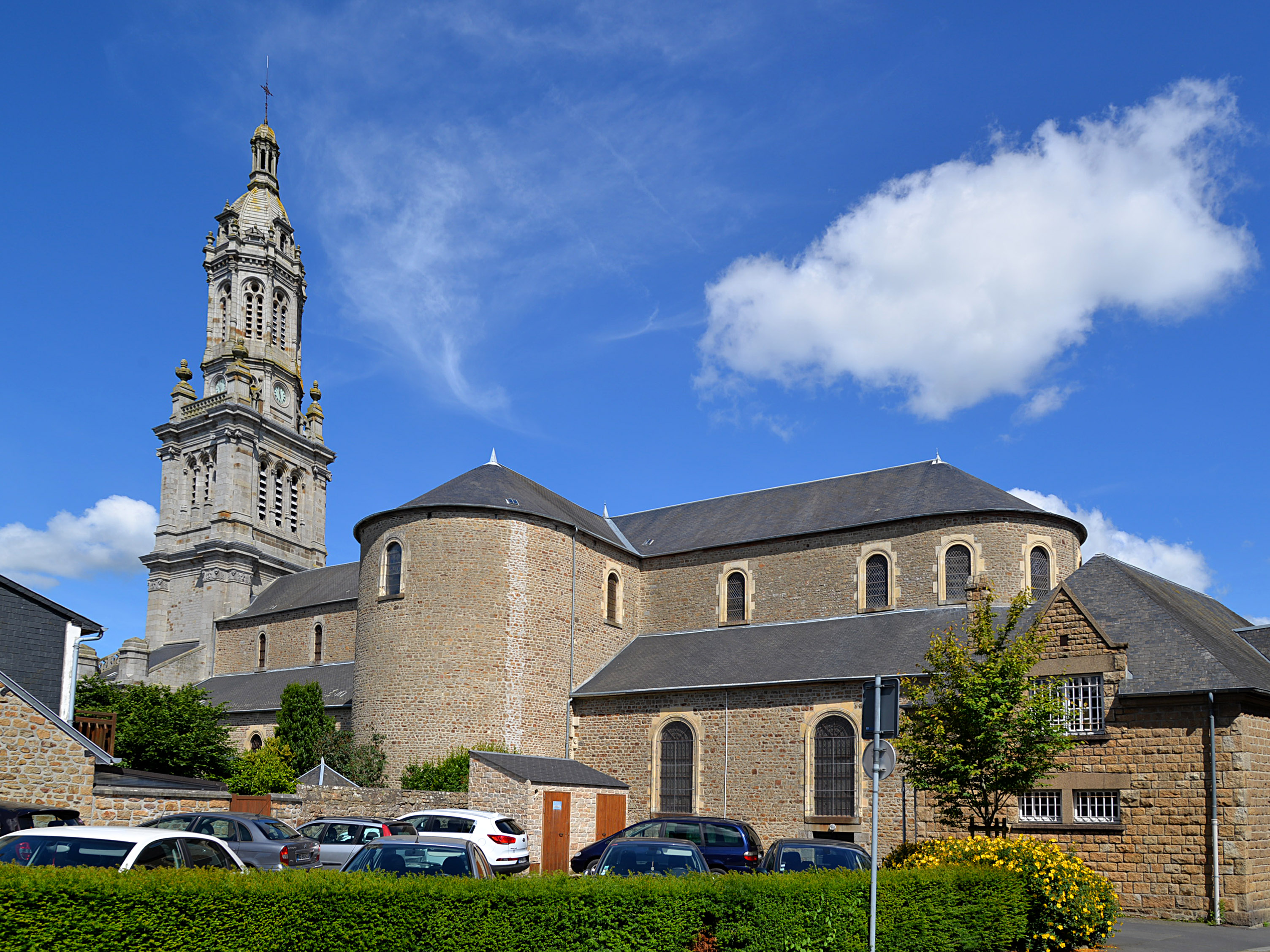
圣热尔韦大教堂（法语：Basilique Saint-Gervais d'Avranches）
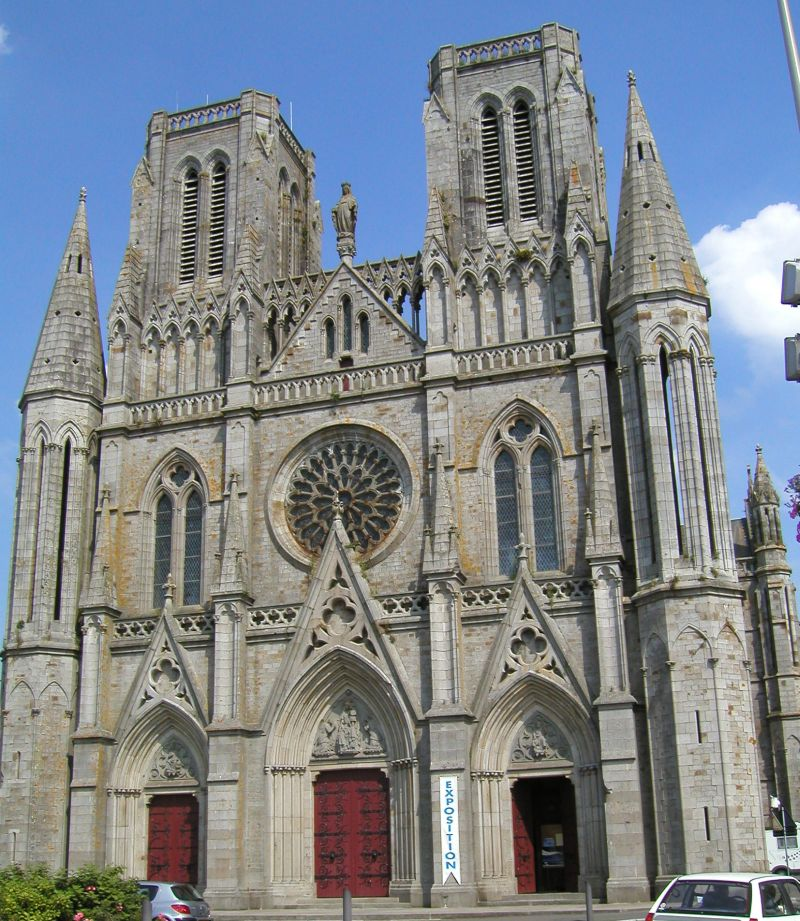
圣母教堂（法语：Église Notre-Dame-des-Champs d'Avranches）
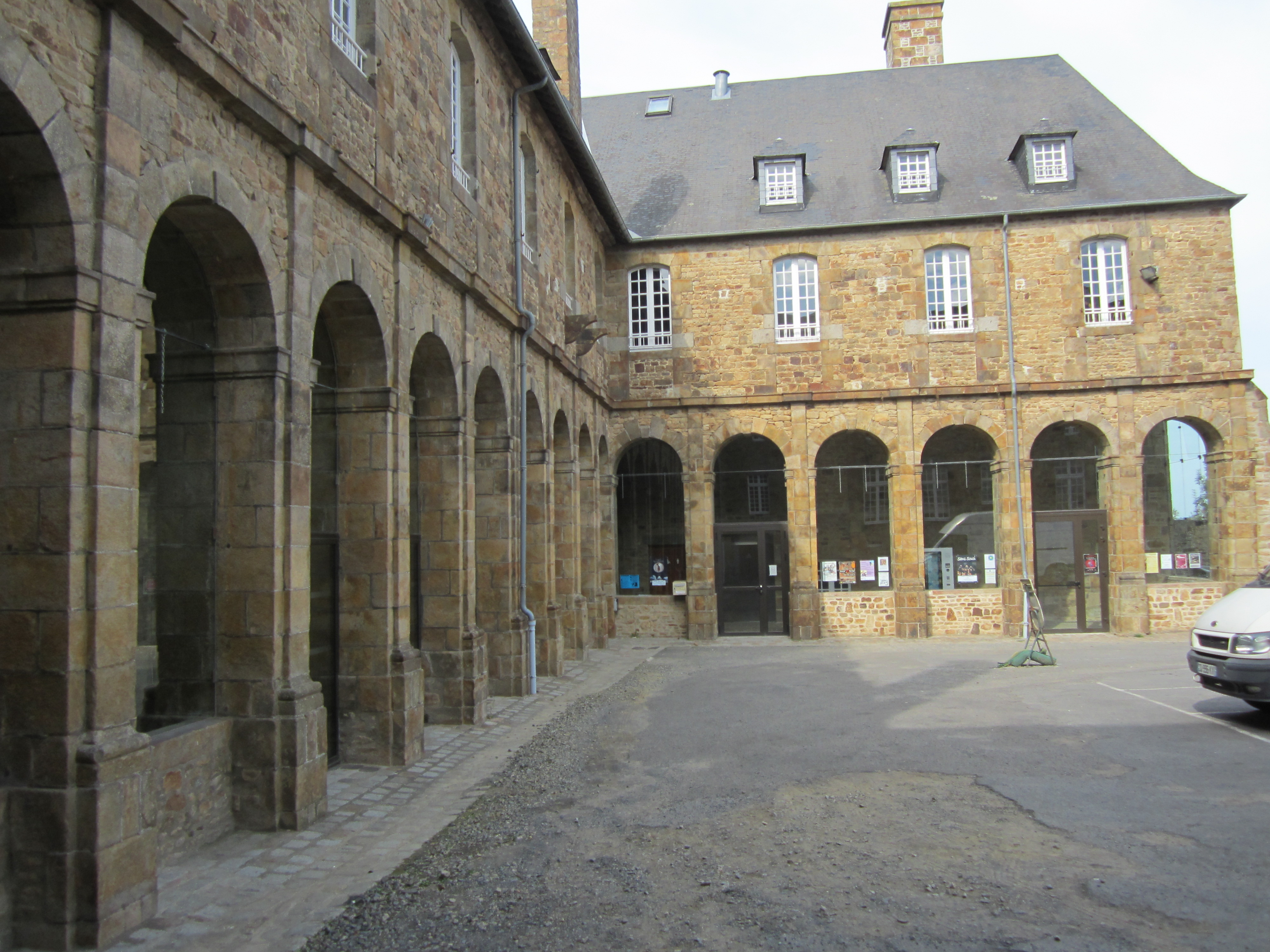
穆通圣安娜修道院（法语：Abbaye Sainte-Anne de Moutons）
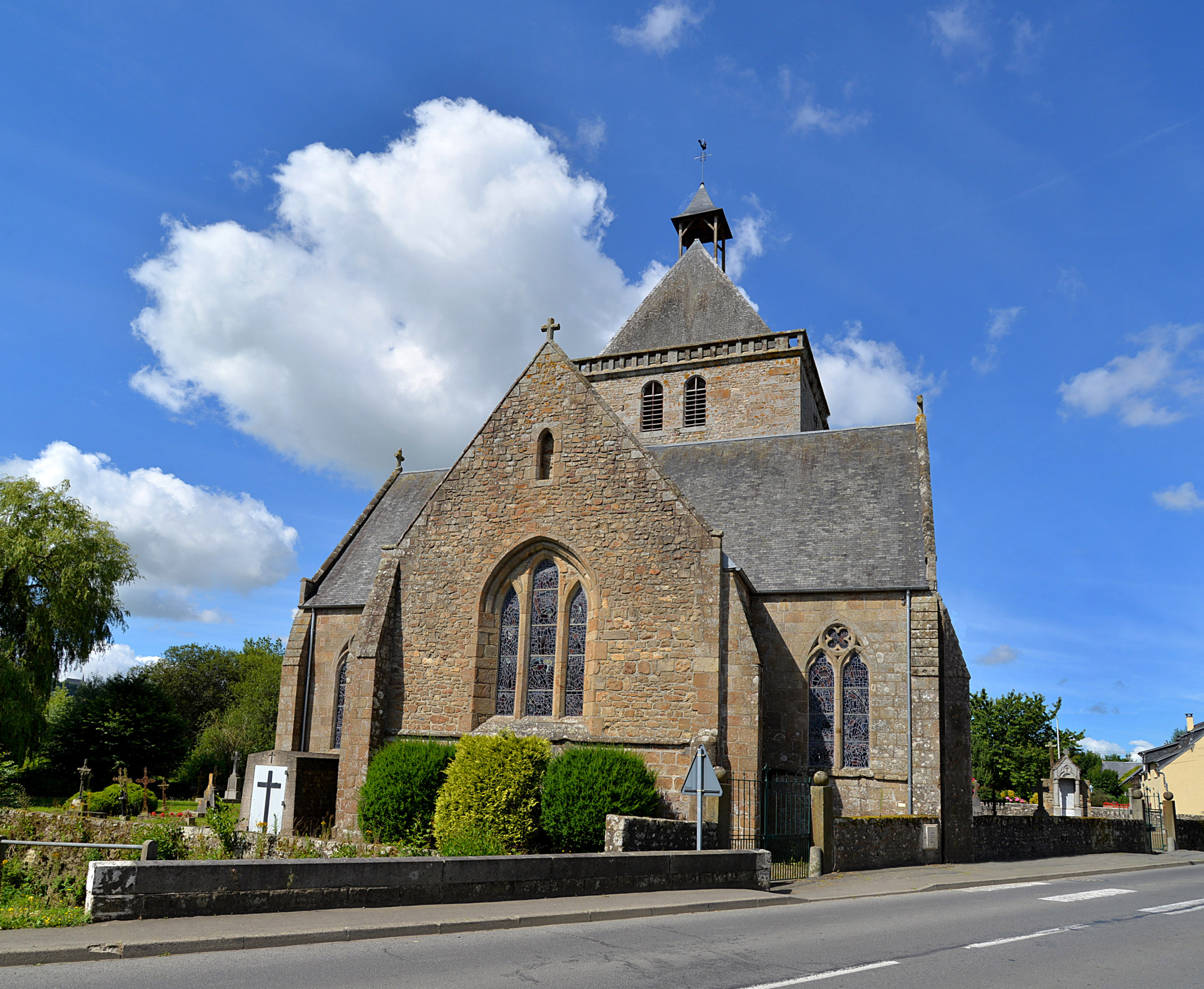
圣艾蒂安教堂
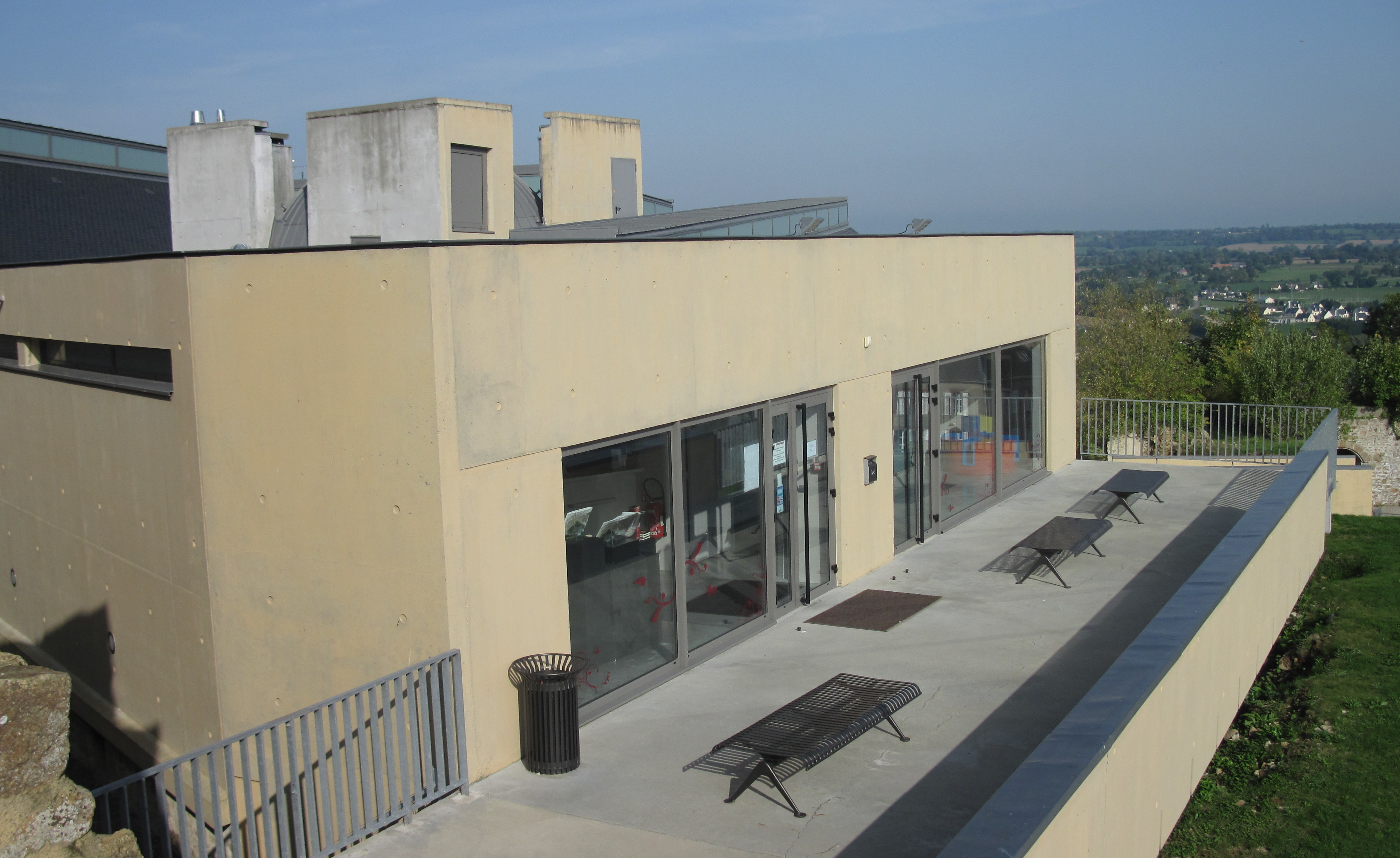
手稿博物馆（法语：Le Scriptorial, musée des manuscrits du Mont-Saint-Michel）的一处平台
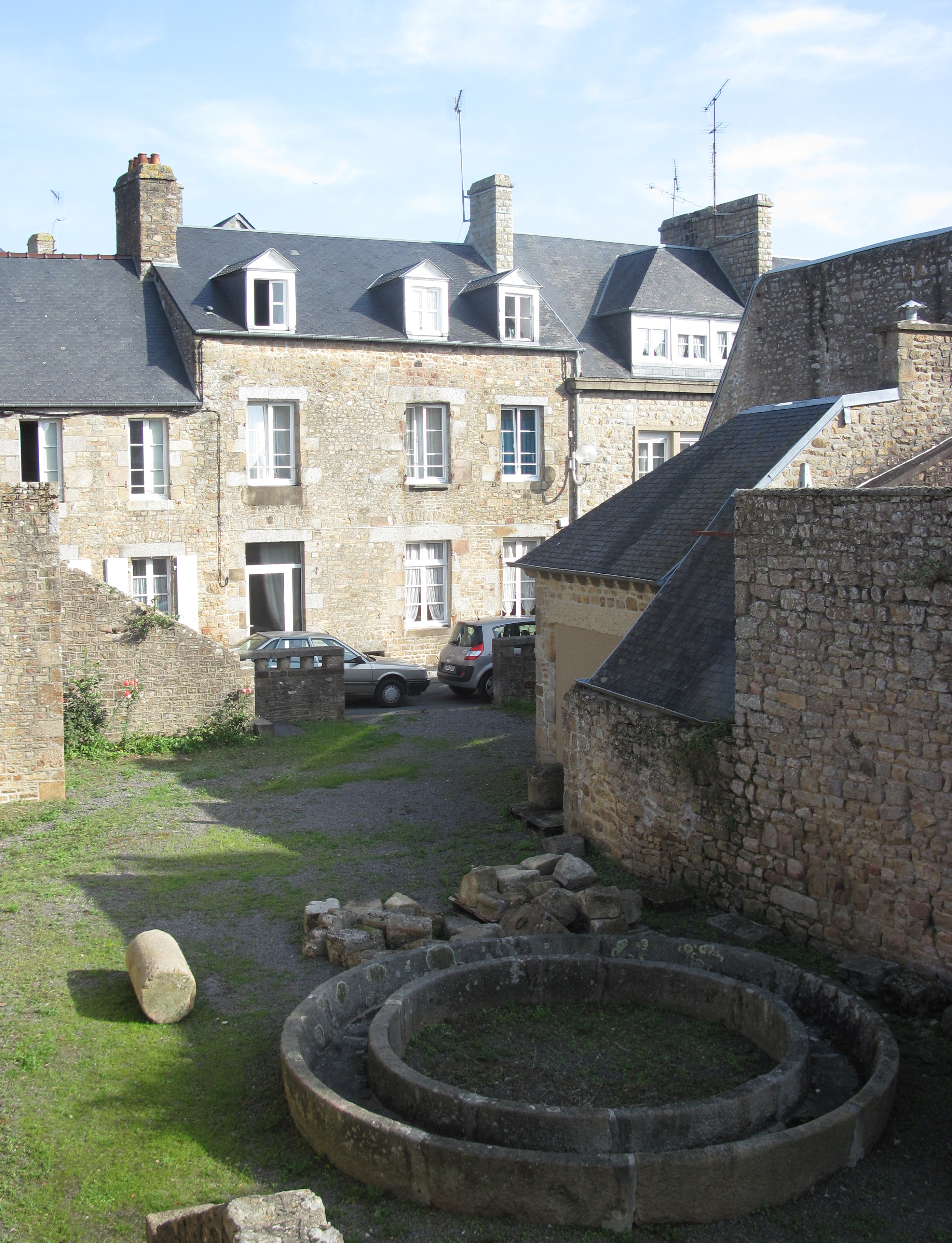
老城建筑

### 旅游
阿夫朗什的旅游事务由其所属的公共社区负责。2020年，阿夫朗什境内共有3家宾馆共计76间房间；另有1个露营地，可容纳共6辆露营车。

### 媒体
法国主要的媒体均可在阿夫朗什接收，法国电视三台下属的诺曼底大区频道在部分时段播出阿夫朗什所属区域的地方新闻。

## 相关人物
法国军事家让-马里·瓦吕贝尔、政法学家乔治·塞勒、文学家马克斯·奥雷尔、小提琴家让-吕克·蓬蒂和演员萨米埃尔·勒比昂出生于阿夫朗什。

## 友好城市
截至2021年3月，阿夫朗什共与四座城市互为友好城市关系：
- 法國 圣戈当
- 德国 Korbach
- 澤西 圣赫利尔
- 英格兰 克雷迪顿